# Still Crazy
Still Crazy ist eine britische Musikfilm-Komödie unter Regie von Brian Gibson aus dem Jahr 1998.

## Handlung
Strange Fruit war in den 1970er Jahren eine erfolgreiche Rockband, die ihr Ende im Streit nach dem Drogenabsturz von Gitarrist Brian, dem Herzstück der Band, beim Wisbech-Rock-Festival findet.
20 Jahre später, jedes der Bandmitglieder geht inzwischen eigene Wege, bekommt Keyboarder Tony das einmalige Angebot zu einer Neuauflage des Wisbech-Rock-Festivals – mit Strange Fruit. Gemeinsam mit Karen, Brians großer Liebe aus der Bandzeit, macht sich Tony auf den „harten“ Weg, die alten zerstrittenen Bandkollegen zu reaktivieren. Beim ersten gemeinsamen Treffen fehlt jedoch Brian, dessen Todesmeldung Karen erst kurz vor dem Treffen erreicht hat.
Die Jungs beschließen, in Andenken an Brian seine Musik wieder aufleben zu lassen. Die ersten Proben mit Roadie Hughie verlaufen jedoch mäßig, da Sänger Ray Brians Part an der Gitarre nicht ersetzen kann. Also muss ein neuer Gitarrist her, der dann auch wie durch ein Wunder auftaucht. Der junge Luke scheint die Gitarre ähnlich gut zu beherrschen wie seinerzeit Brian und somit ist die Band wieder vollständig. In der Zwischenzeit hat Karen bei dem ehemaligen Plattenstudio angeklopft, das die Band zunächst nach Holland schickt.
Somit begibt sich die Band wie in alten Zeiten mit dem Tourbus durch Europa. Nach anfänglichen Schwierigkeiten gelingt es der Band, sich einzuspielen und sich zu steigern. Jedoch endet die Tour erneut in einem Bandstreit, der zur Auflösung führt.
Durch Zufall findet Karen heraus, dass Brian seinen Tod nur vorgetäuscht hat, um die Brücken zur Vergangenheit abzubrechen. Nach einem Besuch kann der inzwischen etwas labile Brian gewonnen werden, beim Wisbech-Rock-Festival mit aufzutreten, was zur Versöhnung der Band führt. Kurz vor dem Auftritt scheut Brian aufgrund des Drucks doch das Rampenlicht und lässt die Band alleine auftreten. Diese kommt aber nicht in Tritt, bricht das erste Lied ab.
Da hat Tony den Mut, das Lied The Flame Still Burns anzuspielen, was zum großen Finale führt.

## Erzählstil
Als verbindendes Element zwischen den Handlungsabschnitten dient ein Erzählerkommentar des Roadies Hughie, gespielt von der schottischen Comedy-Legende Billy Connolly, der sowohl die Story einleitet und das Schlusswort spricht, als auch die einzelnen Bandmitglieder vorstellt und an einigen Stellen eben als Erzähler aus dem Off fungiert:
„Wahrscheinlich hatte Gott diese 70er-Jahre Rock´n´Roll-Exzesse einfach satt. Deswegen hat er die Sex Pistols erfunden!“
„Nach ihrer Tour gingen die Jungs gleich ins Studio – und Ray hat Les singen lassen! Nur einen Song, aber auf der Liste der Wunder kommt das gleich nach der unbefleckten Empfängnis!“
„... und mit Gottes Hilfe – wer weiß, wozu die Jungs noch imstande sind – oder wie sie es diesmal schaffen, alles zu versauen. Wir warten mit angehaltenem Atem!“ (Schlusswort)
Des Weiteren erklärt er dem Neuzugang der Band, Luke, einige Anekdoten über das Zusammenwirken der Band in den alten Tagen – was gleichsam den Zuschauer auf dem Laufenden hält. Als Les im Tourbus sitzt und The flame still burns vor sich hinspielt, erklärt Hughie Luke, was es mit dem Song auf sich hat:
„Der Song ist ihm heilig – den hat er damals mit Brian geschrieben, nachdem Keith gestorben ist, aber er hat es gehasst, wie Ray ihn gesungen hat. Ray hätte aber nie einen zweiten Leadsänger in der Band geduldet – und an der kranken Scheiße ist die Band auch hinterher zerbrochen.“
Auffällig ist auch die Verwendung von Rock-’n’-Roll-Klischees oder Anspielungen auf bestimmte Vorurteile. So vergisst Les zwischendurch, in welcher Stadt man sich gerade befindet („Das hier ist die Pissgrotte in Hogeveen. Die Pissgrotte in Groningen kommt erst morgen.“) oder Ray begrüßt das holländische Publikum mit „Hallo, Belgien!“ – ein Witz, der sich schon durch viele Filme gezogen hat.
Des Weiteren wird auch auf andere Bands, zum größten Teil genreverwandt, angespielt. Vor allem im Rahmen des Wisbech-Rock-Festivals werden Status quo und andere erwähnt – was konform geht mit dem Song All over the world, den Strange Fruit auf ihrer Tour zum Besten geben, und der beinahe namensgleich ist mit dem Status-Quo-Hit Rockin´ all ...
Aber auch kleine Anspielungen auf zeitgenössischere Bands werden gemacht: als Strange Fruit an einem Boot in einem holländischen Hafen ankommen, auf dem Konzerte veranstaltet werden (so auch ihres), ist an der Außenwand des Bootes ein Plakat zu sehen, das für ein Konzert von Oomph! wirbt.

## Auszeichnungen
Der Film wurde mehrfach für seine Filmmusik nominiert, u. a. erhielt der Film 2 Golden Globe Nominierungen.

## Filmmusik
Der Soundtrack zu Still Crazy erschien am 26. April 1999 bei London (Universal) als Audio-CD. Er umfasst folgende Titel:
- 1. The Flame Still Burns (Album Version)
- 2. All Over The World
- 3. What Might Have Been
- 4. Brian's Theme (Acoustic)
- 5. Dirty Town
- 6. Stealin'
- 7. Black Moon
- 8. Live For Today
- 9. Bird On A Wire
- 10. Ibiza Theme
- 11. Scream Freedom
- 12. A Woman Like That
- 13. Dangerous Things
- 14. Brian's Theme (Reprise)

## Kritiken
Cinema schrieb: „Vier alte Säcke machen noch mal Musik wie in den 70ern - das ist komisch und auch ein bißchen lebensweise.“ „In gewisser Weise ist ‚Still Crazy‘ also weniger ein Film über Musik, sondern eher über ihre Funktion als Träger von Sehnsüchten.“ fazit: „Musikfilm voll Witz und Weisheit.“
Bei cineclub.de war man der Meinung: „Still Crazy kann sich in die Reihe erfolgreicher Britischer Spielfilme wie ‚Ganz oder gar nicht‘ und ‚Bube, Dame, König, grAs‘ einreihen!“
kino.de wertete: „Still Crazy“ ist „weder eine amüsante Pop-Chronik geworden, noch eine luzide Abrechnung mit dem Showgeschäft oder dem Mythen des Rock ’n‘ Roll, sondern schon eher ein Pop-Proustsches ‚Auf der Suche nach der verlorenen Zeit‘. Die Protagonisten sind mit viel Liebe und Verständnis gezeichnet. Sie werden zwar genüßlich mit all ihren Schwächen und manischen Egotrips bloßgestellt, aber nie denunziert. Die Details stimmen und verleihen dem Film sowohl im Präsens als auch bei den diversen Rückblenden Authentizität.“
Das Lexikon des internationalen Films fasste zusammen: „Eine mittelmäßige Rock-Formation der 70er-Jahre steigt 20 Jahre später wieder ins Geschäft ein und wird mit den Geistern der Vergangenheit konfrontiert. Eine ungeheuer witzige Rock-Komödie mit Tiefgang, die durch das durchdachte Drehbuch und den Spielwitz ihrer Darsteller für sich einnimmt und trotz aller Reminiszenzen nie im Nostalgischen verhaftet bleibt.“
Die Kritiker von cineclub.de urteilten: „Strange Fruit hat es nie gegeben - diese Band wurde nur für den Film erfunden. Das möchte man, wenn man diesen Film gesehen hat, zunächst gar nicht glauben. Die Drehbuchautoren (Dick Clement & Ian La Frenais) haben es geschafft, die Geschichte der Band absolut glaubhaft zu skizzieren.“
„Dabei wechselt ‚Still Crazy‘ immer wieder zwischen witzigen Dialogen und fetziger Hardrockmusik hin und her. Während man zunächst befürchten könnte, daß der Film schon bald ‚abhebt‘, schafft Brian Gibson es, die Story so zu inszenieren, daß ein bis zum Schluß runder Spannungsbogen entsteht.“
„Still Crazy: Die schauspielerischen Leistungen aller Darsteller sind überzeugend, Bill Nighy und Hans Matheson fallen jedoch besonders positiv auf. Ständig sind kleine mehr oder weniger gute Gags in den Film eingebaut. Scheinbar vernachlässigbare Details erhalten einige Zeit später große Bedeutung. Die Musik, das Aussehen, die Kleidung und das Auftreten der Band verleihen dem Film seine besondere Atmosphäre, die in dem Song ‚The Flame still burns‘ ihren Höhepunkt findet.“